# Shōsetsuka ni Narō
Shōsetsuka ni Narō (яп. 小説家になろう, Хочу стати романістом) — японський веб-сайт романів, створений Юсуке Умедзакі (яп. 梅崎 祐輔, Umezaki Yūsuke). Він був запущений 2 квітня 2004 року. Користувачі можуть завантажувати свої романи безкоштовно, і романи також можна вільно читати. Станом на грудень 2022 року на сайті розміщено близько 1 000 000 романів, зареєстровано понад 2 300 000 користувачів, і він отримує понад 1 мільярд переглядів сторінок на місяць.
Понад сто серій романів, завантажених на сайт, були придбані різними видавцями, такими як Log Horizon, який був серіалізований з 2010 року, перш ніж його придбав Enterbrain у 2011 році, та The Irregular at Magic High School, який публікувався з 2008 по 2011 рік перед придбанням ASCII Media Works.
Імпринт Monster Bunko видавництва Futabasha, заснований 30 липня 2014 року, спеціалізується на ранобе, що спочатку поширювалися на Shōsetsuka ni Narō.